# Tołuj
Tołuj (ok. 1190–1232) – czwarty i najmłodszy syn Czyngis-chana i Börte. Jeden z wodzów imperium mongolskiego. W latach 1227–1229 regent imperium mongolskiego. Mąż Sorkaktani-beki. Ojciec Mongkego, Kubilaja, Aryka Böge i Hulagu-chana.

## Sprawa ojcostwa
Niektórzy naukowcy jak Lew Gumilow uważają, że nie był biologicznym synem Czyngis-chana (który podczas jego narodzin miałby przebywać w niewoli). Gumilow podkreśla też, że Tołuj różnił się fizycznie od innych członków rodziny Czyngis-chana. Jednak jest to hipoteza oparta na słabych przesłankach. Z pewnością możemy powiedzieć, że w przeciwieństwie do jego najstarszego brata Dżocziego, sprawa ewentualnego nieprawego pochodzenia Tołuja, nie była nigdy przedmiotem publicznych dyskusji wśród ówczesnych Mongołów.

## Dzieciństwo
Gdy miał 5 lat doszło do nieudanego zamachu na jego życie. Przeprowadził go jeden z pobitych wówczas przez Czyngis-chana, Tatarów – Kargił Szira. Napastnik został zabity.

## Kariera wojskowa i polityczna
W czasie wojny z Chorezmem dowodził armią operującą na terenach Afganistanu i wschodniego Iranu. Zdobył m.in. Herat
Po śmierci ojca w 1227 jako regent rządził całym Imperium. Później jednak w 1229 roku, uznał władzę wybranego przez kurułtaj (zgodnie z wolą Czyngis-chana) Ugedeja. Rządził terenami stanowiącymi pierwotne ziemie jego ojca – wschodnią Mongolią, oraz północnymi Chinami. Za rządów Ugedeja, był jednym z dowódców kampanii przeciwko Dżurdżenom.

## Śmierć
Umarł w 1232 roku. Według Tajnej historii Mongołów zmarł usiłując, zgodnie z zaleceniami szamanów, wziąć na siebie chorobę swego brata Ugedeja, i pijąc w tym celu truciznę. Autor podkreśla, że: Takie były prawdziwe okoliczności jego śmierci, zatem przypuszczalnie sprzeciwia się jakiejś innej, krążącej ówcześnie a jego zdaniem nieprawdziwej wersji. Niektórzy uczeni np. Stanisław Kałużyński uważają, że w rzeczywistości Tołuj zmarł wskutek nadużywania alkoholu, co autor kroniki próbował ukryć. Z drugiej strony autor tajnej historii nie ukrywał wad władców, w tym także pijaństwa, i nie wiadomo czemu miałby to robić akurat w tym wypadku. Pośmiertnie uznany Wielkim chanem przez Mongkego.